# Laurent Manivel
Laurent Manivel (* 17. Oktober 1965 in Lyon) ist ein französischer Mathematiker, der sich mit komplexer algebraischer Geometrie, homogenen Räumen und Darstellungstheorie befasst.
Manivel studierte ab 1984 an der École normale supérieure mit dem Abschluss der Agrégation 1987 und war ab 1989 als Chargé de Recherches des CNRS am Institut Fourier der Universität Grenoble. 1992 wurde er bei Jean-Pierre Demailly promoviert (Thèse de 3ème cycle, Théorèmes d'annulation pour la cohomologie des fibrés vectoriels amples) und 1995 habilitierte er sich. 2001 wurde er Forschungsdirektor des CNRS. Er ist Professor an der Universität Paul Sabatier in Toulouse.
1999 erhielt er den Prix Jacques Herbrand der Académie des sciences für Arbeiten über die Kohomologie von Faserräumen und Geometrie projektiver Räume.
Er ist Mitherausgeber der Annales de l´Institut Fourier.

## Schriften
- Symmetric Functions, Schubert Polynomials, and Degeneracy Loci, American Mathematical Society 2001
- Vanishing theorems for ample vector bundles, Inventiones Math. 127 (1997), 401–416.